# 136 Dywizja Pancerna „Centauro II”
136 Dywizja Pancerna „Centaur II”, wł. 136ª Divisione Corazzata „Centauro II”) – włoska dywizja pancerna z okresu II wojny światowej powstała z przemianowania 1 Dywizji Pancernej Czarnych Koszul „M”.

## Skład
- Dowództwo z kompanią dowodzenia (wł. Comando e compagnia comando)
- kompania karabinierów (wł. Compagnia Carabinieri)
- oddział regulacji ruchu (wł. Nucleo Movimento Stradale)
- 306 biuro poczty polowej (wł. 306° Ufficio Posta Militare)
- 10 pułk pancerny
- 31 pułk pancerny
- 1 pułk piechoty Bersaglieri
- 131 pułk artylerii
- służby